# Saint-Aignan (Sarthe)
Saint-Aignan település Franciaországban, Sarthe megyében. Lakosainak száma 246 fő (2022. január 1.). Saint-Aignan Courcemont, Briosne-lès-Sables, Courcival, Jauzé, Mézières-sur-Ponthouin, Peray és Marolles-les-Braults községekkel határos.

## Népesség
A település népessége az elmúlt években az alábbi módon változott:
| Lakosok száma | 268  | 274  | 264  | 251  | 240  | 236  | 232  | 228  | 246  |
|               | 2013 | 2015 | 2016 | 2017 | 2018 | 2019 | 2020 | 2021 | 2022 |